# Vincent L'Hénoret
Pour les articles homonymes, voir L'Hénoret.
Vincent L'Hénoret, nommé Visant Enored en breton, sa langue maternelle, né le 12 mars 1921 à Pont-l'Abbé et mort assassiné le 11 mai 1961 à Ban Na Thoum au Laos, est un prêtre catholique français de la congrégation des Oblats de Marie-Immaculée, missionnaire au Laos, reconnu comme martyr et bienheureux par l'Église catholique. Sa béatification a eu lieu le 11 décembre 2016 avec seize autres martyrs du Laos, dont dix Français.

## Biographie

### Jeunesse et vocation

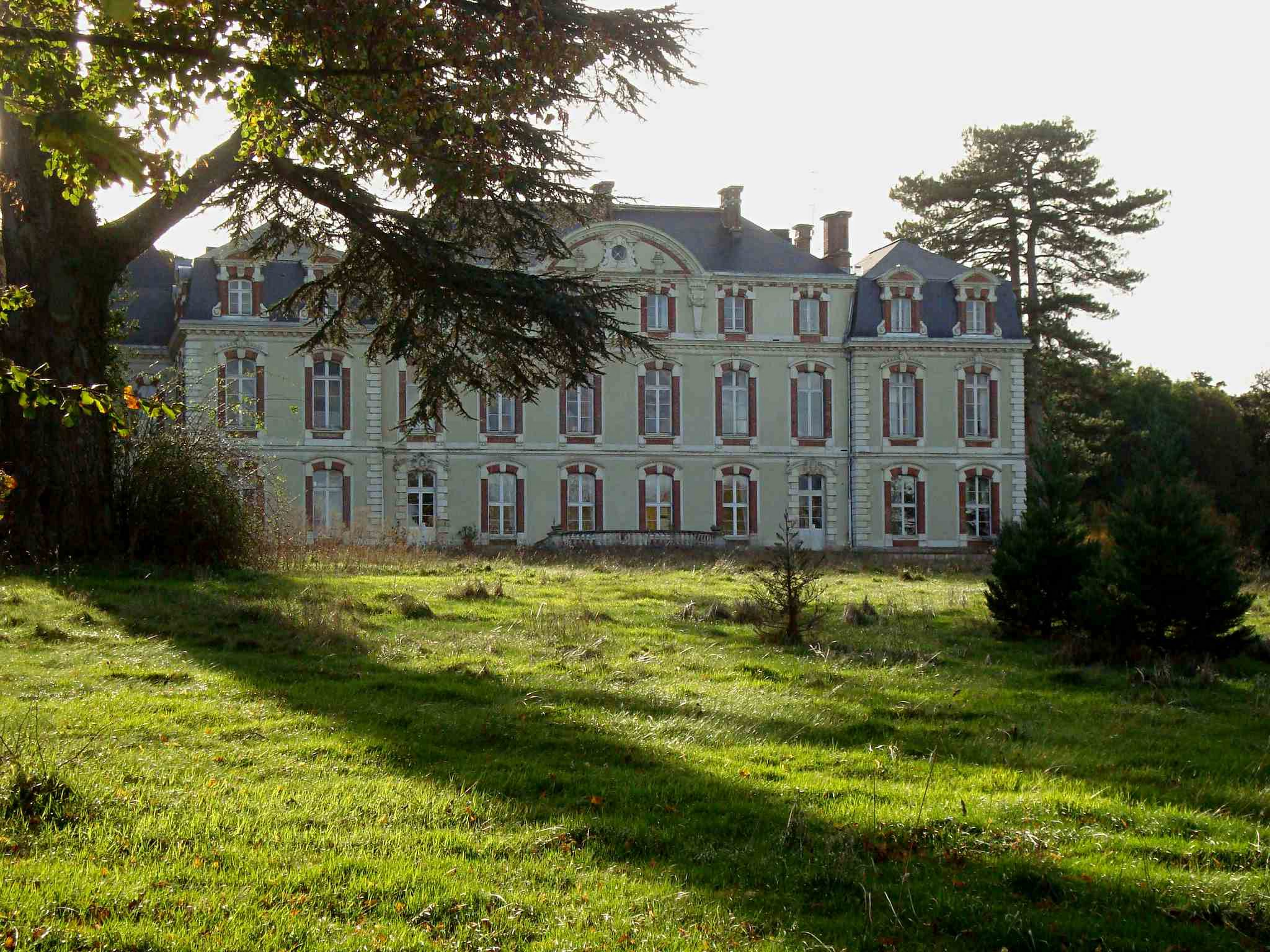
Ancienne maison des Oblats de La Brosse-Montceaux.

Vincent L'Hénoret naît dans une famille bretonne profondément catholique de quinze enfants. Il fait ses études primaires au collège Saint-Gabriel de Pont-l'Abbé, où il apprend le français, et ses études secondaires en tant qu'interne au juniorat des oblats de Marie-Immaculée à Pontmain dans la proximité spirituelle de Notre-Dame de Pontmain. Il est décrit alors comme un adolescent doux et timide aux moyens intellectuels modestes. Il poursuit ses études au noviciat du même établissement, puis à La Brosse-Montceaux au scolasticat de la congrégation. Il assiste au drame des cinq oblats de l'établissement tués devant la communauté le 29 juillet 1944 par la Gestapo, tandis que tout le monde - dont Vincent L'Hénoret - est incarcéré au camp de Compiègne jusqu'à la libération de la région début septembre. Il est ordonné prêtre le 7 juillet 1946 à l'âge de 25 ans et écrit alors qu'il 'est prêt à tous les sacrifices, y compris celui de ma vie pour la cause du Christ et de sainte Mère. Il est destiné au Laos, où il arrive un an plus tard, après avoir embarqué de Marseille à bord du Chantilly, le 23 décembre 1948. Les Oblats y sont présents depuis douze ans.

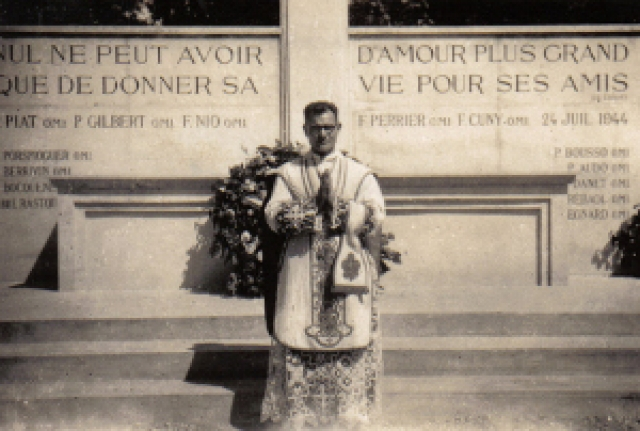
Visant Enored (son nom en breton); jeune prêtre nouvellement ordonné. (1946)

### Mission au Laos
Le P. L'Hénoret est envoyé dans le secteur de Paksane au bord du Mékong, d'abord à Kengsadok pour se familiariser à la langue et aux pratiques missionnaires, puis en poste de responsabilité à Nong Bua et enfin à Paksane même. Les populations des vallées et du bassin du Mékong sont fortement bouddhistes, tandis que les ethnies minoritaires des montagnes et des forêts sont encore largement animistes. Le pays traverse des années difficiles au lendemain de la Seconde Guerre mondiale, alors que la guerre d'Indochine fait rage. Il gagne son indépendance de la France en 1953, mais il est déstabilisé par l'infiltration des  milices communistes du Pathet Lao appuyé par la Chine populaire et le Vietnam du Nord. Le P. L'Hénoret effectue son travail de missionnaire dans la prière et l'optimisme avec un grand amour des populations locales. En 1956, il prend son unique congé quelques mois en France dans sa famille.

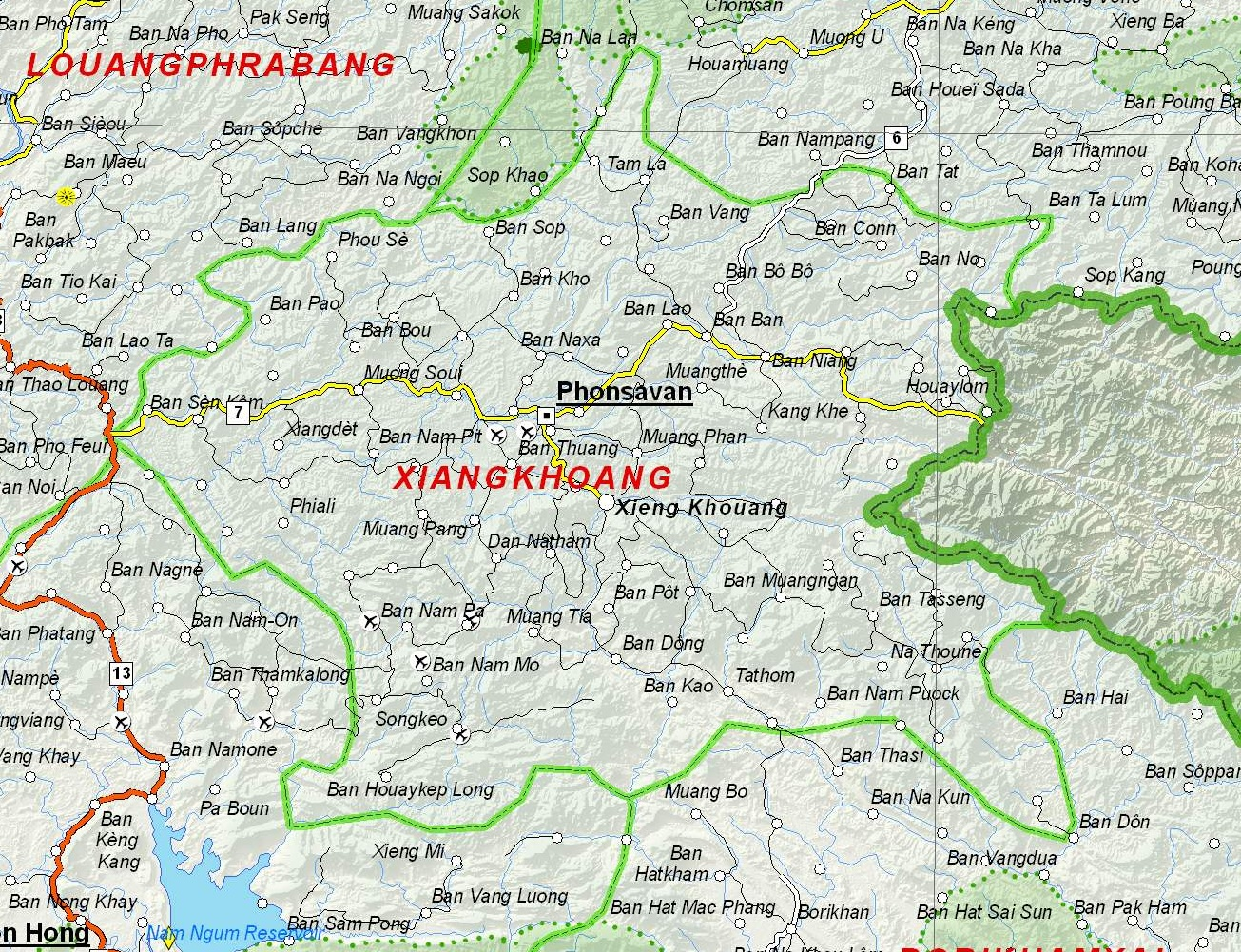
Carte de la province de Xieng Khouang, avec Ban Ban au nord-est de Phonsavan.

En novembre 1957, il est envoyé dans la province de Xieng Khouang au nord du pays, dans les montagnes peuplées en partie par des ethnies minoritaires. La situation est rendue plus difficile à cause de la guerre civile. Ses confrères notent qu'il était bon religieux et très fraternel en communauté. Le village de Ban Ban (aujourd'hui Muang Kham) lui est confié pour en faire un centre de district. Il est peuplé alentour de réfugiés chrétiens Thaï Deng, de la province de Sam Neua arrivés quelques années plus tôt. Il travaille durement, s'occupe du catéchisme et des soins, assure les cérémonies liturgiques et repère les futurs catéchistes ou candidats au sacerdoce, soutient les paysans dans de nouvelles méthodes de travail et d'organisation, etc., mais surtout il tente d'approfondir, souvent avec sévérité mais toujours dans l'optimisme, le rapport de ses ouailles au Christ, y compris dans leur conduite quotidienne, ce qui n'est pas sans difficulté dans ce contexte de dislocation.
Après le coup d'État de 1960, le Pathet Lao renforce son emprise dans le nord du pays et donc à Ban Ban. La liberté de circuler, elle, est entravée. Le Père L'Hénoret doit, comme tout le monde, être muni de laissez-passer pour sillonner son secteur. Le 10 mai 1961, il obtient un laissez-passer pour aller célébrer la messe dans un village à sept kilomètres, Ban Na Thoum. Le lendemain matin tôt, Jeudi de l'Ascension, il reprend la route avec sa bicyclette pour aller célébrer avec sa communauté chrétienne, mais il est sciemment arrêté par une milice au bord de la route et tué d'une balle dans le dos un peu plus loin. Un mois plus tôt, deux de ses confrères avaient subi le même sort dans la même région, Louis Leroy et le jeune Michel Coquelet. Ce sera au tour du frère Alexis Guémené un peu plus tard. Le Père L'Hénoret est enterré sous une humble croix de bois. Une photographie est le seul souvenir de son enterrement, car l'emplacement de sa tombe a disparu des mémoires depuis longtemps.

## Béatification
Le postulateur de la cause diocésaine de Vincent L'Hénoret est le P. Roland Jacques, O.M.I. Le procès informatif diocésain a été clps deux ans plus tard, le 27 février 2010, et la cause du P. L'Hénoret, de ses confrères et d'autres martyrs du Laos a été officiellement ouverte à Rome, le 20 septembre 2010, faisant de lui un Serviteur de Dieu. Il a passé sa jeunesse profondément marqué par la guerre et il termine sa courte vie d'homme de paix dans un pays en proie à la guerre civile.
Le 5 juin 2015, le pape François reconnaît le martyre de Vincent L'Hénoret et de quatorze autres martyrs (plus le Père Mario Borzaga et son catéchiste), et signe leur décret de béatification. La cérémonie a eu lieu le 11 décembre 2016 en présence du cardinal Quevedo, de six mille fidèles et des nièces des PP Noël Tenaud et Marcel Denis, du neveu, également missionnaire, du bienheureux Père L'Hénoret, et d'autres membres des familles.

## Hommages
- Le jour de sa béatification, le 11 décembre 2016, un oratoire dans l'église Notre-Dame-des-Carmes de Pont-l'Abbé, sa ville d'origine, dans le Finistère, est inauguré.
- Dans cette même ville, une semaine de prières en son hommage, ainsi qu'en celui des autres martyrs, lui est consacrée, entre le 17 et le 25 mai 2017. Ce 25 mai, la messe de l'Ascension, présidée par Monseigneur Dognin, évêque de Quimper et Léon, est une messe d'action de Grâce à sa mémoire, cinquante-six ans après son martyre, le jour de l'Ascension 1961[10].
- La salle paroissiale de cette ville de Pont-l'Abbé porte également le nom de Vincent L'Hénoret.